# Open delle Puglie 2025
L'Open delle Puglie 2025 è un torneo di tennis femminile giocato sui campi in terra rossa all'aperto. È la 4ª edizione del torneo, facente parte del WTA Challenger Tour 2024. Il torneo si gioca al Circolo Tennis Bari di Bari in Italia dal 2 all'8 giugno 2025.

## Partecipanti al singolare

### Teste di serie
| Nazionalità | Giocatrice          | Ranking* | Testa di serie |
| ----------- | ------------------- | -------- | -------------- |
|             | Polina Kudermetova  | 58       | 1              |
| Bulgaria    | Viktorija Tomova    | 64       | 2              |
| Ungheria    | Anna Bondár         | 82       | 3              |
| Romania     | Anca Todoni         | 88       | 4              |
| Svizzera    | Jil Teichmann       | 97       | 5              |
| Ucraina     | Anhelina Kalinina   | 113      | 6              |
| Spagna      | Nuria Párrizas Díaz | 114      | 7              |
| Stati Uniti | Varvara Lepchenko   | 118      | 8              |

* Ranking al 26 maggio 2025.

### Altre partecipanti
Le seguenti giocatrici hanno ricevuto una wild card per il tabellone principale:
- Eleonora Alvisi
- Polina Kudermetova
- Vittoria Paganetti
- Federica Urgesi

La seguente giocatrice è entrata in tabellone utilizzando il ranking protetto:
- Alina Korneeva

La seguente giocatrice è subentrata in tabellone come alternate:
- Haruka Kaji

Le seguenti giocatrici sono passate dalle qualificazioni:
- Ángela Fita Boluda
- Astra Sharma
- Eva Vedder
- Mei Yamaguchi

### Ritiri
Prima del torneo
- Loïs Boisson → sostituita da  Guiomar Maristany
- Lucia Bronzetti → sostituita da  Tat'jana Prozorova
- Elisabetta Cocciaretto → sostituita da  Anouk Koevermans
- Dalma Gálfi → sostituita da  Barbora Palicová
- Anouk Koevermans → sostituita da  Haruka Kaji
- Chloé Paquet → sostituita da  Tessah Andrianjafitrimo
- Laura Siegemund → sostituita da  Dominika Šalková
- Solana Sierra → sostituita da  Arina Rodionova

## Partecipanti al doppio

### Teste di serie
| Nazione     | Giocatrice    | Nazione | Giocatrice           | Rank1 | Seed |
| ----------- | ------------- | ------- | -------------------- | ----- | ---- |
| Stati Uniti | Quinn Gleason | Brasile | Ingrid Martins       | 176   | 1    |
| Paesi Bassi | Eva Vedder    | Belgio  | Kimberley Zimmermann | 220   | 2    |

* Ranking al 26 maggio 2025.

### Altre partecipanti
La seguente coppia di giocatrici ha ricevuto una wild card per il tabellone principale:
- Vittoria Paganetti /  Federica Urgesi

## Campionesse

### Singolare
Anca Todoni ha sconfitto in finale  Anna Bondár con il punteggio di 6(4)-7, 6-4, 6-4.

### Doppio
Marija Kozyreva /  Iryna Šymanovič hanno sconfitto in finale  Quinn Gleason /  Ingrid Martins con il punteggio di 3-6, 6-4, [10-7].